# Дорт-Оба
Дорт-Оба́ (укр. Дорт-Оба, крымскотат. Dört Oba, Дёрт Оба; другое название Пастака, от фамилии караима — владельца земли) — скифский курган высотой 5 м, один из двух (второй Талаивский) самых богатых погребальных комплексов Центрального Крыма.

## История исследования

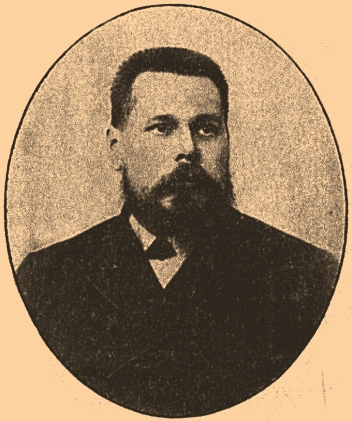
Профессор Н. И. Веселовский (1848-1818)

Профессор Н. Н. Веселовский (1848-1818)
Исследованный в 1892 г. Н. Веселовским на левобережном плато над рекой Салгир, в трёх километрах на северо-запад от современной окраины города Симферополя. Группа курганов, к которой принадлежала Дорт-Оба, протянулась за сёлами Белоглинка и Мирное расстояния соответственно 1-2,7 км.

## Описание захоронения
Насыпь составлена из блоков дёрна и окружена кругом из известняковых глыб. Могила (2,85 х 2,5 х 4,7 м) была обложена вертикальными брёвнами. По углам и стенам могилы были установлены шесты (диаметр 5-6 см), которые держали войлочную кровлю.
Покойник — хорошо вооружённый мужчина, лежал в специальном углублении (0,45 м) под северной стенкой могилы, головой на запад. Верхнюю часть одежды были украшены 533-ю золотыми треугольными и ромбовидными пластинками. Возле головы стоял панцирь из железной чешуи, возле тазовых костей лежал горит со стреламы. Горит имел кожаную основу, украшенную золотыми накладками, три покрывали лицевую часть, а одна круглая — дно. Центральной является прямоугольная пластина с изображением орла, что летит с выпущенными когтями и держит в клюве зайца. Другие пластины украшены изображениями фигуры грифона, мордой льва, сценой кромсания.
Погребение сопровождалось ещё одним колчаном со стрелами и мечом, пятью гераклейскими амфорами, сделанными фабрикантом Аргеем при магистрате Коаси, на что указывают соответствующие штампы на горлах сосудов. Амфоры определяют дату погребения концом 90-х — началом 80-х годов 4 ст. до н. э. Золотые вещи из кургана хранятся в Эрмитаже, а часть амфор — в краеведческом музее в Симферополе.